# R.O.O.T.S.
R.O.O.T.S. – drugi album studyjny amerykańskiego rapera Flo Ridy. Tytuł jest akronimem od "Route Of Overcoming The Struggle". Krążek został wydany 31 marca 2009 roku przez wytwórnię Atlantic Records. 
Z płyty wydano 4 oficjalne single, w tym międzynarodowy hit Right Round, nagrany wspólnie z Keshą, dzięki któremu Flo Rida po raz drugi w swojej karierze wspiął się na szczyt notowania UK Singles Chart i Billboard Hot 100.
Album był nominowany do nagrody Grammy, w kategorii Najlepszy album rap.

## Tło
W wywiadzie dla Billboard, Flo Rida stwierdził, że inspiracją dla powstania albumu był sukces spowodowany poprzednim albumem, a "każdy dzień daje pomysł na powstanie nowego utworu, więc trzeba wszystko zebrać do siebie". Flo Rida stwierdził, że wybrał taką okładkę albumu, ponieważ chciał pokazać swoje ciało i uzależnienie od świata.

## Odbiór

### Sukces komercyjny
Album zadebiutował na pozycji ósmej Billboard 200, ze sprzedażą 55,000 kopii w pierwszym tygodniu. Pod koniec 2009 roku album sprzedał się łącznie w ilości 247,000 kopii, będąc tym samym dziewiątym najlepiej sprzedającym albumem hip-hopowym w 2009 roku.

### Krytyka
Album uzyskał pozytywne recenzje od większości krytyków. Metacritic przydzielił notę 62 na 100 możliwych na podstawie 11 recenzji co oznacza "ogólnie przychylne recenzje". Leah Greenblatt z Entertainment Weekly stwierdziła, że "nawet jeśli masz już dość hitu Right Round to na płycie znajdziesz coś dla siebie". Przyznał tym samym ocenę B, dzięki czemu jest to najwyżej oceniona recenzja.

## Single
- "Right Round" nagrany wspólnie z Keshą jest pierwszym singlem z albumu. Piosenka trafiła do rozgłośni radiowych w Stanach Zjednoczonych 25 stycznia 2009 roku. Kompozycja uplasowała się na pierwszym miejscu w Stanach Zjednoczonych, Australii, Kanadzie i Irlandii, będąc tym samym drugim singlem w karierze Flo Ridy, który "wspiął" się na szczyt notowania.
- "Shone" miał zostać wydany jako drugi oficjalny singel z albumu, ale został wydany 24 lutego jako singel promocyjny. Pomimo tego dotarł do 38. miejsca w Kanadzie.
- "Sugar" został wydany 17 marca 2009 roku jako drugi oficjalny singel. Utwór dotarł do piątego miejsca na prestiżowej liście Billboard Hot 100 i ósmego w Canadian Hot 100.
- "Jump" to trzeci singel nagrany z gościnnym udziałem Nelly Furtado. Utwór otrzymał mieszane recenzje od krytyków muzycznych. Chwalono go głównie za Nelly Furtado, a krytykowano za wersy Flo Ridy. Singel promował film animowany Załoga G.
- "Be on You" został wydany 6 października jako ostatni, oficjalny singel z albumu. Utwór nagrany został z gościnnym udziałem Ne-Yo i pomimo tego, że był promowanym przez Flo Ridę, to dotarł do 19. miejsca w Stanach Zjednoczonych.
- "Available" został drugim singlem promocyjnym z albumu. Utwór nagrany został z gościnnym udziałem Akona został wydany 20 listopada przez dystrybucję cyfrową i był notowany tylko w Kanadzie.

## Lista utworów
| Nr  | Tytuł                            | Autorzy tekstów | Producenci                                                                            | Czas |
| --- | -------------------------------- | --- | ------------------------------------------------------------------------------------- | ---- |
| 1.  | "Finally Here"                   | Tramar Dillard, R. Spears, Sly Jordan | Mark "Sounwave" Spears, Christopher "Spitfiya" Lanier for The Bullets Production Team | 4:03 |
| 2.  | "Jump" (featuring Nelly Furtado) | Tramar Dillard, Mike Caren, Travis Barker, Ester Dean, Oliver Goldstein, Nelly Furtado, Olige E. Dean                                                              | Mike Caren, Olige, Travis Barker                                                      | 3:28 |
| 3.  | "Gotta Get It (Dancer)"          | Tramar Dillard, Mike Caren, Oliver Goldstein, Mark Knopfler | Mike Caren, Oligee                                                                    | 4:00 |
| 4.  | "Shone" (wraz z Pleasure P)      | James Scheffer, Rico Love, Tramar Dillard, Andre Harris, Vidal Davis, Rex Zamor                                                                                    | Jim Jonsin, Dre & Vidal                                                               | 4:13 |
| 5.  | ""Right Round" (wraz z Kesha)    | Tramar Dillard, Lukasz Gottwald, Allan Grigg, Justin Franks, Philip Lawrence, Bruno Mars, Aaron Bay-Schuck, Peter Burns, Stephen Coy, Michael Percy, Timothy Lever | Dr. Luke, Kool Kojak                                                                  | 3:24 |
| 6.  | "R.O.O.T.S."                     | Tramar Dillard, Jean Borges | JRock                                                                                 | 3:45 |
| 7.  | "Be on You" (wraz z Ne-Yo)       | Tramar Dillard, Shaffer Smith, Mikkel Storleer Eriksen, Tor Erik Hermansen                                                                                         | Stargate, Ne-Yo                                                                       | 4:03 |
| 8.  | "Mind On My Money"               | Tramar Dillard, Eric Hudson, Noel Fisher | Eric Hudson                                                                           | 3:32 |
| 9.  | "Available" (wraz z Akonem)      | Tramar Dillard, William Adams, Aliaune Thiam, Harold Clayton, Sigidi Abdullah                                                                                      | will.i.am                                                                             | 4:25 |
| 10. | "Touch Me"                       | Tramar Dillard, Lukasz Gottwald, Benjamin Levin, K. Sebert | Dr. Luke, Benny Blanco                                                                | 3:11 |
| 11. | "Never"                          | Tramar Dillard, Nathan Perez | Happy Perez                                                                           | 4:22 |
| 12. | "Sugar" (wraz z Wynter Gordon)   | Tramar Dillard, Montay Humphrey, Carlos Battey, Steven Battey, Maurizio Lobina, Gianfranco Randone, Massimo Gabutti, Mike Caren                                    | DJ Montay, Mike Caren                                                                 | 4:13 |
| 13. | "Rewind" (wraz z Wyclef Jean)    | Tramar Dillard, Theron Thomas, Timothy Thomas, Wyclef Jean, Maurice Carpenter, Leigh Elliott, Johnny Mollings, Lenny Mollings                                      | The Inkredibles                                                                       | 4:29 |

| iTunes bonusy                                 |
| --------------------------------------------- |
| 14. "Ha" (featuring Brisco and 4 Mill) - 3:54 |

## Notowania i certyfikacje

### Notowania
| Listy (2009)                      | Najwyższe pozycje |
| --------------------------------- | ----------------- |
| Australia (ARIA Charts)           | 6                 |
| Austria (IFPI)                    | 21                |
| Belgia (Ultratop Flandria)        | 19                |
| Belgia (Ultratop Walonia)         | 2                 |
| Francja (SNEP)                    | 25                |
| Holandia (MegaCharts)             | 69                |
| Irlandia (IRMA)                   | 13                |
| Niemcy (Media Control Charts)     | 21                |
| Nowa Zelandia (RIANZ)             | 13                |
| Szwajcaria (Schweizer Hitparade)  | 14                |
| Wielka Brytania (UK Albums Chart) | 5                 |
| Włochy (FIMI)                     | 99                |

| Państwo         | Status        |
| --------------- | ------------- |
| Kanada          | złota płyta   |
| Wielka Brytania | srebrna płyta |